# Phaner pallescens
Phaner pallescens  (лат.) — вид лемуров рода вильчатополосых лемуров из семейства карликовых лемуров.

## Классификация
Ранее считался подвидом вильчатополосого лемура (Phaner furcifer), по совокупности морфологических и генетических признаков был выделен в отдельный вид.

## Распространение
Ареал этого вида самый обширный среди всех представителей рода вильчатополосых лемуров. Встречаются на нескольких участках в западном Мадагаскаре к югу от реки Фихеренана и к северу от местечка Суалала на высотах от 0 до 800 метров над уровнем моря.

## Статус популяции
Международный союз охраны природы присвоил этому виду охранный статус «Вызывает наименьшие опасения». Считается, что численность популяции сокращается. Плотность популяции оценивается в 300—400 особей на км².